# Tomb Raider IV: The Last Revelation
Tomb Raider: The Last Revelation (kurz TLR, auch Tomb Raider IV) [ˈtuːmˌ ɹeɪdə] (übersetzt etwa: Die letzte Offenbarung) ist der vierte Teil der Computerspielreihe Tomb Raider. Das Spiel wurde von Core Design entwickelt und von Eidos Interactive veröffentlicht. The Last Revelation wurde im November 1999 für Windows, Mac und die PlayStation auf den Markt gebracht. Etwas später folgte eine Umsetzung für die Sega Dreamcast. In diesem Teil der Reihe sucht und findet Lara Croft das Amulett des Horus, löst dadurch aber einen todbringenden Mechanismus aus und muss die Welt vor dem ägyptischen Gott Seth retten. Mit Tomb Raider IV–VI Remastered erschien im Jahr 2025 ein Remaster von Tomb Raider IV.

## Handlung
Im Rahmen einer spielbaren Vorgeschichte erkundet die 16-jährige Lara Croft 1984 gemeinsam mit ihrem Mentor Werner von Croy die Ruinen von Angkor Wat in Kambodscha, um ein Artefakt namens Iris zu finden. Durch das Entfernen des Artefakts von seinem Aufbewahrungsort im Tempel setzt von Croy einen alten Fluch in Gang, der unter anderem einen Mechanismus zur Abriegelung des Tempels in Gang setzt, in dem Lara auf ihrer Flucht nach draußen von Croy zurücklassen muss.
1999 durchsuchen Lara und ihr einheimischer Führer im Tal der Könige in Ägypten das Grabmal des Seth auf der Suche nach dem Amulett des Horus. Als sie dieses auf dem Sarkophag des Seth entdeckt und vom Sarkophag löst, entdeckt sie, dass dieser ein vom Gott Horus und Pharaoh Semerchet konstruiertes Gefängnis für den bösen Seth darstellt und dass sie durch die Entfernung des Amuletts Seth freigesetzt hat. Ihr Führer stellt sich als Agent von Croys heraus, der das Amulett in seinen Besitz bringen will. Fortan sieht sich Lara von den Männern von Croys verfolgt.
Ihr alter Freund Jean-Yves weist Lara den Weg zum nächsten Ort ihrer Reise: Im Grabmal des Semerchet in Karnak wird ihr zwar von von Croy das Amulett gestohlen, sie findet aber Hinweise auf eine „Rüstung des Horus“, mit deren Hilfe man Seth in Schach halten könne: Werden zu einer bestimmten Sternenkonstellation Rüstung und Amulett auf Horus' Statue unterhalb der Cheops-Pyramide platziert, werde der Gott zum Leben erweckt und könne Seth erneut bannen.
In Alexandria trifft Lara erneut auf Jean-Yves, der ihr den Weg zu den Palästen der Cleopatra weist. Dort findet Lara die Rüstung des Horus, muss bei ihrer Rückkehr allerdings feststellen, dass Jean-Yves von von Croy entführt wurde, womit letzterer ihr die Rüstung abpressen will. Die Übergabe soll in Kairo stattfinden, das unter dem Eindruck der bevorstehenden Konfrontation zweier Götter im Chaos versinkt. Dort findet Lara Jean-Yves, der sie davon in Kenntnis setzt, dass von Croy unter dem Einfluss von Seth steht. In einer alten Kreuzfahrer-Zitadelle kann Lara von Croy das Amulett abnehmen.
In Gizeh kommt es zum Showdown. Lara kann mit Hilfe des Amuletts und der Rüstung Horus beschwören und Seth im Tempel unterhalb der Pyramide einsperren. Als Cliffhanger kommt Lara, obwohl ihr der vom Einfluss Seths befreite von Croy zur Hilfe eilt, beim Einsturz des Tempels scheinbar zu Tode.

## Spielprinzip und Technik
Das Spiel hat sich im vierten Teil der Serie in manchen Teilen stark verändert. So wird dieses Mal richtig Bezug genommen auf den Titel der Serie, Tomb Raider. Im Spiel muss Lara Croft tatsächlich viele Gräber öffnen und sich durch altertümliche Fallen durchschlagen.
Auch das Inventar des Charakters hat sich geändert. Die früher separaten Teile wurden zusammengeführt, also sind alle Gegenstände, Waffen (inklusive Munitionen) und Speicher- und Ladebutton in einer „Reihe“ zu finden. Zudem wurde ihr Inventar um ein beleuchtbares Fernglas erweitert und ein Kompass zur Orientierung hinzugefügt. Lara kann zudem noch Gebrauch von der Brechstange machen, um damit schwieriger verschlossene Türen zu öffnen. Sie findet die Brechstange im Laufe des Spieles.
Das Waffenarsenal wurde ebenfalls grundlegend verändert. Nun kann man auch bei einigen Waffen die Munitionen bestimmen. Die Pistolen mit unbegrenzter Munition sind wieder vorhanden. Auch die Schrotflinte ist wieder vorhanden, bei ihr kann man diesmal zwischen Streu- und Normalmunition wechseln. Außerdem ist wieder die Uzi vorhanden. Etwas abgeändert ist der Granatwerfer auch im Spiel. Auch hier kann man die Munition wechseln. Es gibt normale Granaten, schwere Granaten, die beim Aufprall noch drei weitere Granaten verstreuen und dann explodieren lassen, sowie Blendgranaten, die die Gegner für einen kurzen Moment teilnahmslos machen. Neu im Waffenarsenal ist der Revolver, der aber genauso funktioniert wie die Desert Eagle aus Tomb Raider III – Adventures of Lara Croft. Auch neu im Arsenal ist die Armbrust. Als Munition dienen ihr normale Pfeile, Giftpfeile und Pfeile, die beim Aufprall explodieren.
Sowohl der Revolver als auch die Armbrust können mit einem Laser ausgestattet werden. Damit kann man im Spiel dann Ziele genauer treffen, beispielsweise muss man mit Hilfe des Lasers auch bestimmte Fallen oder Knöpfe anvisieren und schießen.
Der Charakter hat in diesem Spiel einige neue Fertigkeiten. So kann man beispielsweise Stangen oder Seile hochklettern. Außerdem kann Lara um Kanten herumgreifen. Überdies kann der Charakter auch einige verschlossene Türen entweder normal per Klinke öffnen oder eintreten.
Im gesamten Spiel gibt es 70 Geheimnisse. Erreicht man eine verdeckte oder geheime Stelle, so wird ein geheimnisvoll klingender Ton abgespielt. Anders als im Vorgänger Tomb Raider III – Adventures of Lara Croft gibt es keinen Bonuslevel.

### Gegner
Es gibt zwei Arten von Gegnern: besiegbare und unbesiegbare. Unbesiegbare Gegner lassen sich des Öfteren irritieren, also für einen kurzen Augenblick teilnahmslos machen. Gegner im Spiel sind:
- Skarabäenschwärme, die nicht angreifbar sind. Sie verletzen Lara, wenn sie den Schwärmen zu nahe kommt.
- Heuschreckenschwärme, die ebenfalls nicht angreifbar sind. Die Heuschreckenschwärme sind noch gefährlicher als die Skarabäenschwärme, da diese auch fliegen können.
- Fledermäuse, die sehr einfach zu besiegen sind.
- Skorpione, davon gibt es im Spiel zwei Arten.
  - kleine Skorpione, welche Lara vergiften können.
  - Riesenskorpione, die ebenfalls Lara vergiften können. Sie sind schwer zu besiegen.
- einige große Vögel und Käfer.
- zwei Hammerhaie, die schwer zu besiegen sind, da Lara keine Unterwasserwaffen mit sich trägt.
- Mumien, die unverwundbar sind. Sie können höchstens explodieren.
- Skelette, die genauso wie die Mumien unverwundbar sind. Sie können ebenfalls gesprengt werden. Zudem kann man evtl. mit Hilfe des Lasers ihren Kopf wegschießen, wodurch sie verwirrt herumlaufen. Am besten werden sie mit der Schrotflinte in einen Abgrund geschossen.
- Geister. Alle Geister können nicht von Lara persönlich vernichtet werden. Davon gibt es drei Typen.
  - Luftgeister, die nur mit Hilfe eines mystischen Kreuzes zerstört werden.
  - Feuergeister, die nur zerstört werden, wenn sie gegen einen Eisgeist prallen oder wenn sie mit Wasser in Berührung kommen. Feuergeister können Lara in Flammen aufgehen lassen.
  - Eisgeister, die nur zerstört werden können, wenn sie gegen einen Feuergeist prallen. Zudem können Eisgeister Wasserlachen oder Wasserkanäle vereisen lassen, wodurch sie auch verschwinden.
- Beduinen, blau gekleidet und mit Schusswaffen ausgestattet. Sie besitzen teilweise die gleichen Fähigkeiten wie Lara (Hangeln, Springen, Ducken).
- Säbelschwinger, rot gekleidet, teilweise bewaffnet. Sie besitzen teilweise die gleichen Fähigkeiten wie Lara (hangeln, springen, ducken). Dieser Gegnertyp kann nicht angegriffen werden, während er seinen Säbel rotieren lässt (Kugeln prallen am Säbel ab).
- Sphinx-Stiere, welche unverwundbar sind. In einigen Leveln sind sie jedoch sehr nützlich, beispielsweise um eine verschlossene Tür aufzubrechen.
- Ritter, die nur an einer bestimmten Stelle an der Brust verwundbar sind.
- Selbstschussanlagen, die nur durch einen gezielten Schuss auf ihren Tank zerstörbar sind.
- Ägyptische Elitesoldaten, die mit Granatenwerfern und Maschinengewehren anrücken.
- Harpyien, welche besondere Energiestrahlen auswerfen können.

#### Spezielle Gegner
- der Berittene Ritter, der auf einem sehr widerstandsfähigen Pferd sitzt. Nachdem das Pferd erledigt ist, muss man sich nochmal dem Ritter stellen.
- der Stierhalbgott, der unverwundbar ist. Besiegbar ist er nur, wenn man den Steg rammt, auf dem er grade steht. Mit seinem großen Hammer schlägt er auf den Boden, sodass eine Art schädigende Schallwelle entsteht.
- das Wesen aus der Vergangenheit. Das Wesen verschießt Feuerkugeln und kann Heuschrecken herbeirufen.
- Tempelritter, welche unbesiegbar sind. Sie haben unter anderem auch solch eine Funktion wie die Sphinx-Stiere, indem sie mit ihren Schwertern Sachen zerstören.
- Kleopatras Wachen, welche sowohl im Fern- als auch im Nahkampf sehr stark sind.
- Seth, der Endgegner des gesamten Spieles. Er ist unverwundbar, man kann ihn höchstens mit Hilfe der Schrotflinte für eine kurze Zeit umwerfen.

## The Times – Bonuslevel

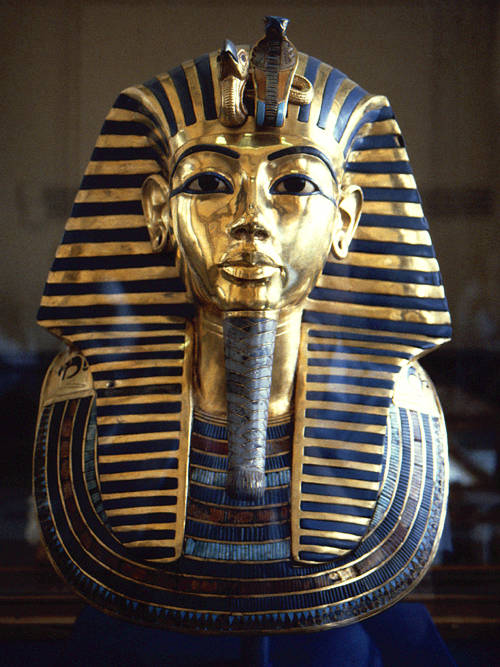
Die goldene Maske des Tutanchamun

Für die Leser der britischen Tageszeitung The Times wurde im Oktober 1999 ein kostenloses Minispiel entwickelt, das auf The Last Revelation basiert, aber nur einen neu entwickelten Level enthält. Hier muss Lara wieder als Archäologin arbeiten, im Auftrag der Times. Sie muss sich zum Grab des Tutanchamun begeben und die 1922 erfolgten archäologischen Ausgrabungen des Howard Carter fortsetzen.
Alle Einstellungen des Spiels entsprechen dem richtigen Spiel. Die Introsequenzen des richtigen Spiels entsprechen nun der Umgebung im Tempel.
In diesem Bonuslevel muss Lara die goldene Maske des Tutanchamun finden. Es ist ein vergleichsweise kurzes Level.

## Produktionsnotizen
Mit Laras Tod unter den Trümmern der Pyramide schien auch das Ende der gesamten Tomb-Raider-Reihe besiegelt zu sein. Auch der Titel, The Last Revelation (Die Letzte Offenbarung), deutete auf diesen Umstand hin.
Im November 2000 wurde Tomb Raider jedoch mit dem Spiel Tomb Raider Chronicles fortgesetzt. Dieser Teil behandelt jedoch nur bereits vergangene Abenteuer von Lara Croft, die von Bekannten Laras nach ihrem vermeintlichen Ableben frei nacherzählt werden.
Mit dem im Juni 2003 erschienenen Spiel Tomb Raider: The Angel of Darkness geht die Geschichte um Lara Croft weiter. Was zwischen diesem neuen Teil und The Last Revelation passiert ist, also auch wie sie ihr Begräbnis unter den Trümmern überlebt hat, wird in dem Roman Lara Croft: Tomb Raider – Das Amulett der Macht erzählt.

## Rezeption
Das Spiel wurde mit dem Platin-Award des Verband der Unterhaltungssoftware Deutschland für mehr als 200.000 verkaufte Exemplare innerhalb von 12 Monaten ausgezeichnet.
Das Magazin PC Player gab dem Spiel 80 von 100 Punkten. Roland Austinat  urteilte, dass bestehende Mängel des Vorgängers wie leere Level und eine flaue Grafik nun behoben wurden, allerdings nach wie vor die Suche nach den Ausgängen oft nach wie vor störend sei. Insgesamt seien die Abschnitte nun überschaubarer geworden, er betonte dabei die feinen Licht- und Wasserreflexe im Spiel, die für das Auge schön seien. Die Figur Laras sei zwar geschmeidiger als die des Protagonisten in Indiana Jones und der Turm von Babel programmiert, dennoch fand Austinat, dass der vierte Teil der Tomb-Raider-Reihe „trotz aller grafischer Polierarbeit“ nicht an die Atmosphäre des Konkurrenten herankomme. „Tomb Raider 4 ist zwar keine Offenbarung, aber auch nicht das Letzte.“ Sein Kollege Manfred Duy meinte, dass das Spiel „weder in optischer noch in anderer Hinsicht“ eine Sensation sei. Dafür habe es andere Stärken wie eine gute Bedienbarkeit, die Action und Rätsel seien gelungen, zudem seien eine Reihe sinnvoller Neuerungen eingeführt worden. Mit „ihren relativ bescheidenen Mitteln“ gelinge es Lara, viel Spaß und Spannung zu erzeugen „und mehr braucht es eigentlich gar nicht“.